# La Loge-aux-Chèvres
La Loge-aux-Chèvres est une commune française, située dans le département de l'Aube en région Grand Est.

## Géographie
|                        | Vendeuvre-sur-Barse |                 |
|                        | La Loge-aux-Chèvres | Champ-sur-Barse |
| La Villeneuve-au-Chêne |                     |                 |

### Hydrographie
La commune est dans la région hydrographique « la Seine de sa source au confluent de l'Oise (exclu) » au sein du bassin Seine-Normandie. Elle est drainée par le ruisseau de l'Étang de Fort en Paille et le ru des Faux,.

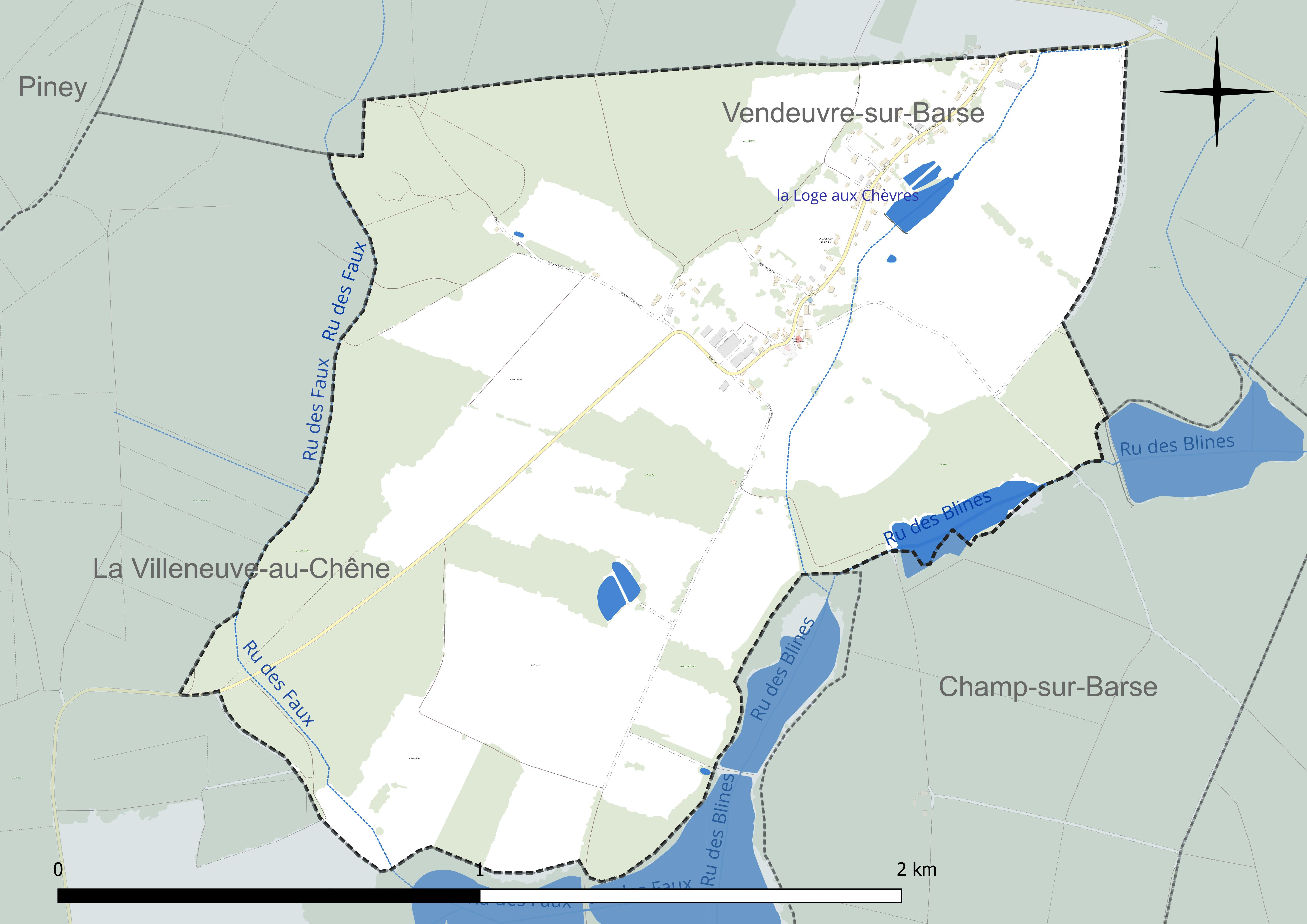
Réseau hydrographique de la Loge-aux-Chèvres.

Un plan d'eau complète le réseau hydrographique : la Loge aux Chèvres (1,2 ha),.

### Climat
Pour des articles plus généraux, voir Climat du Grand Est et Climat de l'Aube.
En 2010, le climat de la commune est de type climat océanique dégradé des plaines du Centre et du Nord, selon une étude du Centre national de la recherche scientifique s'appuyant sur une série de données couvrant la période 1971-2000. En 2020, Météo-France publie une typologie des climats de la France métropolitaine dans laquelle la commune est exposée à un climat océanique altéré et est dans la région climatique Lorraine, plateau de Langres, Morvan, caractérisée par un hiver rude (1,5 °C), des vents modérés et des brouillards fréquents en automne et hiver.
Pour la période 1971-2000, la température annuelle moyenne est de 10,5 °C, avec une amplitude thermique annuelle de 15,9 °C. Le cumul annuel moyen de précipitations est de 783 mm, avec 12,3 jours de précipitations en janvier et 8,5 jours en juillet. Pour la période 1991-2020, la température moyenne annuelle observée sur la station météorologique de Météo-France la plus proche, « Mesnil-Saint-Père », sur la commune de Mesnil-Saint-Père à 6 km à vol d'oiseau, est de 11,4 °C et le cumul annuel moyen de précipitations est de 772,6 mm. 
La température maximale relevée sur cette station est de 41 °C, atteinte le 25 juillet 2019 ; la température minimale est de −20,5 °C, atteinte le 2 janvier 1997,,.
Les paramètres climatiques de la commune ont été estimés pour le milieu du siècle (2041-2070) selon différents scénarios d'émission de gaz à effet de serre à partir des nouvelles projections climatiques de référence DRIAS-2020. Ils sont consultables sur un site dédié publié par Météo-France en novembre 2022.

## Urbanisme

### Typologie
Au 1er janvier 2024, La Loge-aux-Chèvres est catégorisée commune rurale à habitat dispersé, selon la nouvelle grille communale de densité à 7 niveaux définie par l'Insee en 2022.
Elle est située hors unité urbaine. Par ailleurs la commune fait partie de l'aire d'attraction de Troyes, dont elle est une commune de la couronne,. Cette aire, qui regroupe 209 communes, est catégorisée dans les aires de 200 000 à moins de 700 000 habitants,.

### Occupation des sols
L'occupation des sols de la commune, telle qu'elle ressort de la base de données européenne d’occupation biophysique des sols Corine Land Cover (CLC), est marquée par l'importance des territoires agricoles (65,2 % en 2018), une proportion sensiblement équivalente à celle de 1990 (64,4 %). La répartition détaillée en 2018 est la suivante : 
prairies (65,2 %), forêts (34,4 %), eaux continentales (0,4 %). L'évolution de l’occupation des sols de la commune et de ses infrastructures peut être observée sur les différentes représentations cartographiques du territoire : la carte de Cassini (XVIIIe siècle), la carte d'état-major (1820-1866) et les cartes ou photos aériennes de l'IGN pour la période actuelle (1950 à aujourd'hui).

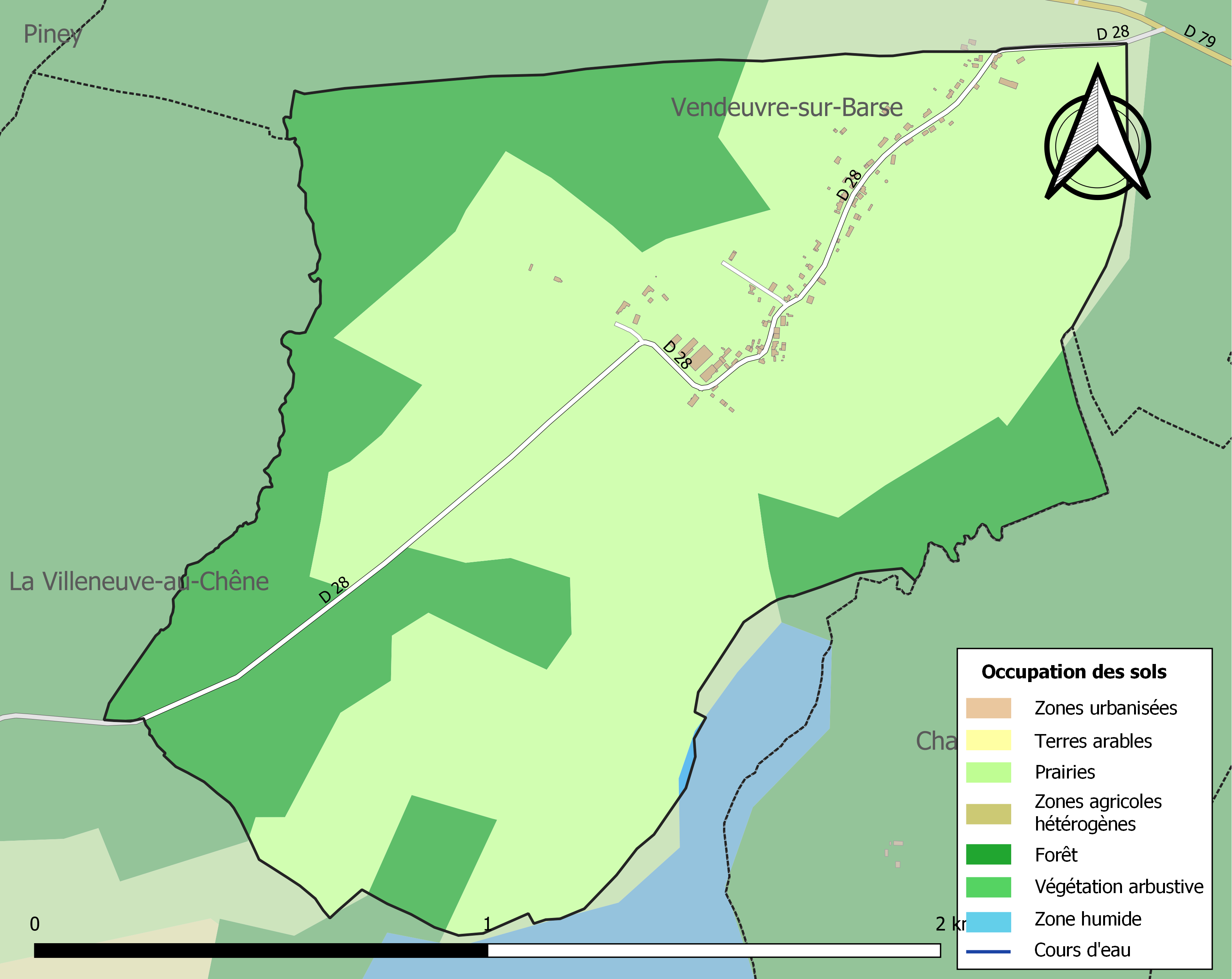
Carte des infrastructures et de l'occupation des sols de la commune en 2018 (CLC).

## Toponymie
Loge est issue du vieux bas-francique  *laubja, de l'allemand Laub « feuillage », Laube « tonnelle », du néerlandais loof[réf. nécessaire]. Son sens a évolué vers celui de hutte puis de cabane en bois, de hangar ou d'abri pour les animaux recouverts de feuillage, et enfin vers les sens modernes que nous connaissons[réf. nécessaire].

## Histoire
La commune se serait appelée La Loge-Mesgrigny avant la Révolution française et aurait conservé, par la suite, le nom révolutionnaire de La Loge-aux-Chèvres.

## Politique et administration
| Période                                  | Période  | Identité                                                    | Étiquette        | Qualité           |
| ---------------------------------------- | -------- | ----------------------------------------------------------- | ---------------- | ----------------- |
| avant 1988                               | 1989     | Jean-Claude Couchot                                         |                  |                   |
| 1989                                     | ?        | Serge Kerlau                                                |                  |                   |
| mars 2001                                | 2014     | Janine Pescarolo                                            | CPNT puis NC-UDI |                   |
| 2014                                     | En cours | Jean-Michel Chapellier-Monny Réélu pour le mandat 2020-2026 | DVD              | Chef d'entreprise |
| Les données manquantes sont à compléter. |          |                                                             |                  |                   |

04/04/2014

## Démographie
L'évolution du nombre d'habitants est connue à travers les recensements de la population effectués dans la commune depuis 1793. Pour les communes de moins de 10 000 habitants, une enquête de recensement portant sur toute la population est réalisée tous les cinq ans, les populations de référence des années intermédiaires étant quant à elles estimées par interpolation ou extrapolation. Pour la commune, le premier recensement exhaustif entrant dans le cadre du nouveau dispositif a été réalisé en 2005.

En 2022, la commune comptait 94 habitants, en évolution de +10,59 % par rapport à 2016 (Aube : +0,7 %, France hors Mayotte : +2,11 %).
| 1793 | 1800 | 1806 | 1821 | 1831 | 1836 | 1841 | 1846 | 1851 |
| ---- | ---- | ---- | ---- | ---- | ---- | ---- | ---- | ---- |
| 166  | 167  | 143  | 168  | 212  | 206  | 229  | 270  | 294  |

| 1856 | 1861 | 1866 | 1872 | 1876 | 1881 | 1886 | 1891 | 1896 |
| ---- | ---- | ---- | ---- | ---- | ---- | ---- | ---- | ---- |
| 262  | 277  | 270  | 233  | 227  | 198  | 202  | 176  | 172  |

| 1901 | 1906 | 1911 | 1921 | 1926 | 1931 | 1936 | 1946 | 1954 |
| ---- | ---- | ---- | ---- | ---- | ---- | ---- | ---- | ---- |
| 144  | 143  | 122  | 113  | 124  | 119  | 112  | 131  | 105  |

| 1962 | 1968 | 1975 | 1982 | 1990 | 1999 | 2005 | 2006 | 2010 |
| ---- | ---- | ---- | ---- | ---- | ---- | ---- | ---- | ---- |
| 98   | 69   | 66   | 69   | 67   | 79   | 78   | 78   | 83   |

| 2015 | 2020 | 2022 | - | - | - | - | - | - |
| ---- | ---- | ---- | - | - | - | - | - | - |
| 87   | 95   | 94   | - | - | - | - | - | - |

## Lieux et monuments
- Église Saint-Antoine de La Loge-aux-Chèvres.